# Atmosphere (Joy Division)
Atmosphere è un singolo del gruppo musicale britannico Joy Division, pubblicato il 18 marzo 1980 in Francia con il titolo Licht und Blindheit.

## Descrizione
La prima edizione del singolo è stata pubblicata il 18 marzo 1980  esclusivamente in Francia, a tiratura limitata di 1578 copie, con il titolo Licht und Blindheit.
In seguito alla morte del cantante Ian Curtis nel maggio 1980, il brano è stato ripubblicato come singolo "a doppio lato A" assieme a She's Lost Control. Atmosphere era il lato A nella versione britannica mentre il lato B nella versione statunitense. She's Lost Control è presente in una versione diversa da quella originale situata nell'album Unknown Pleasures.
Il singolo raggiunse la prima posizione in Nuova Zelanda nell'agosto 1981 ed entrò nuovamente in classifica nel luglio 1984 (numero 17) e nell'agosto 1988 (numero 5). Raggiunse inoltre la posizione numero 34 della classifica britannica nel giugno 1988.
Il singolo venne ripubblicato nel 1988 per promuovere la compilation Substance.

## Video musicale
Quando il singolo venne ripubblicato nel 1988 fu girato anche un videoclip, mostrante una processione di incappucciati. Fu diretto da Anton Corbijn (che più tardi girerà il film biografico su Ian Curtis Control). Il video è incluso come contenuto extra in alcune edizioni del DVD del film.

## Tracce

### Licht und Blindheit
Vinile 7" (Sordide Sentimental SS 33 002)
1. Atmosphere – 4:10
2. Dead Souls – 4:53

### Atmosphere/She's Lost Control
Vinile 12" (Factory UK FACUS 2)
1. Atmosphere – 4:10
2. She's Lost Control – 4:45

Vinile 12" (Factory US FACUS 2)
1. She's Lost Control – 4:45
2. Atmosphere – 4:10

### Atmosphere (1988)
Vinile 7" (Factory FAC 213/7)
1. Atmosphere – 4:10
2. The Only Mistake – 4:19

Vinile 12" (Factory FAC 213)
1. Atmosphere – 4:10
2. The Only Mistake – 4:19
3. Sound of Music – 3:55

CD (Factory FACD 213)
1. Atmosphere – 4:10
2. Transmission (live) – 4:19
3. Love Will Tear Us Apart – 3:27

## Riferimenti nella cultura di massa
Nel corso degli anni Atmosphere è stata utilizzata in alcune serie tv:
- La canzone è presente nell'episodio 7 della seconda stagione di Romanzo criminale - La serie.
- Il brano è contenuto nell'episodio Il corpo della prima stagione di Stranger Things.
- La traccia è presente nel film Gold - La grande truffa.
- È inoltre contenuto nel quinto episodio della quinta stagione della serie televisiva Peaky Blinders.
- Il brano è stato utilizzato nel secondo episodio della prima stagione della serie tv britannica Misfits.
- La canzone è presente nel film Bones and All diretto da Luca Guadagnino.